# BR-210

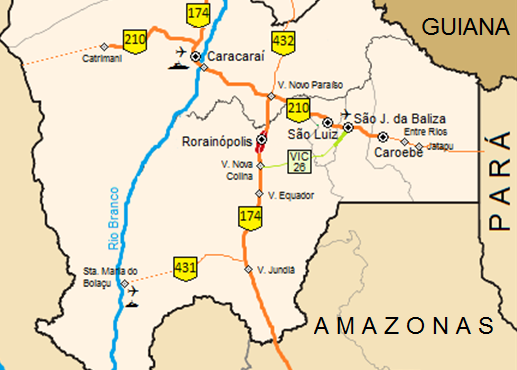
BR-210

La carretera BR-210 (en portugués también conocida como Rodovia Perimetral do Norte o Perimetral Norte) es una autopista planeada para propiciar el desarrollo económico del norte de Brasil. La Perimetral Norte cruza la Amazonía brasileña desde el estado de Amapá hasta la frontera colombiana (departamento del Vaupés) en el estado de Amazonas, haciendo parte del Plan de Integración Nacional (PIN).

## Historia
En la década de 1960 el régimen militar brasileño aprobó un plan de explotación de los vastos recursos naturales y de desarrollo de la región amazónica. 
En 1973 comenzó la construcción de la autopista BR-210 (Rodovia Perimetral Norte) la cual, al atravesar el territorio de los indígenas Yanomami, obligó a éstos a abandonar su hábitat y buscar refugio en otras localidades; el territorio que por tiempos inmemoriales habitaban los indios Yanomami fue invadido por trabajadores en la construcción de la autopista, geólogos, exploradores mineros y colonos con la intención de establecerse en las tierras de los Yanomami.
Debido a que las invasiones de tierra indígena se llevaron a cabo sin ninguna planeación y sin protección social para los indígenas estos sufrieron un considerable número de muertes por epidemias de influenza, tuberculosis, sarampión, malaria, enfermedades venéreas, etc. Muchos indígenas fueron obligados a desplazarse a otras poblaciones donde se convirtieron en población indigente.